# KK Vršac
Der Košarkaški klub Vršac (zwischen 1992 und 2012 KK Hemofarm) ist ein serbischer Basketballverein aus Vršac. Gegründet wurde der Verein 1946 und spielt zurzeit in der Adriatischen Basketballliga (ABA-Liga) und in der 1. Serbischen Basketballliga.

## Geschichte
Der Basketballverein Vršac wurde 1946 unter dem Namen Jedinstvo gegründet. Er ist eines der ältesten Vereine in dieser Region. In Abhängigkeit von einem Namenssponsor wechselte die professionelle Herrenmannschaft. Ihre erfolgreichste Zeit hatte man zwischen 1992 und 2012 mit dem Namenssponsor Hemofarm (mit Stada Arzneimittel später als Mehrheitseigentümer), mit dem man 1997 zum ersten Mal in die höchste Spielklasse YUBA von Serbien und Montenegro aufstieg. Später erreichte man das Finale im europäischen Vereinswettbewerb Korać-Cup 2000/01. Ein Titelgewinn gelang mit dem Sieg in der ABA-Liga in der Spielzeit 2004/05. Drei Jahre später erreichte man hier noch einmal das Finale, das gegen den serbischen Serienmeister Partizan verloren ging.

### Ehemalige Klubnamen

Ehemaliges Logo

- Jedinstvo
- Mladost
- Inex Brixol
- Agropanonija
- Vršac
- Inex Vršac
- Hemofarm Vršac (1992 bis 2012)

## Erfolge
- Korać-Cup: Finalist 2001
- ABA-Liga: Sieger 2005
- Liga Serbien und Montenegro: Vizemeister 2004, 2005
- Pokal Serbien und Montenegro: Finalist 2003, 2006